# Олесjа Журакивска
Олесја Викторивна Журакивска (укр. Олеся Вікторівна Жураківська; 13. август 1973) украјинска је глумица. Завршила jе Руски институт позоришне уметности - ГИТИС 1996. године.

## Одабрана филмографија
- Острво (2016)
- Донбас (2018)